# Abreacție
Abreacție (în engleză și franceză abreaction, după verbul german abreagieren) este un termen din teoria și practica psihanalitică care desemnează o descărcare emoțională bruscă, având o funcție catarctică, subiectul eliberându-se în mod conștient de afectul legat de amintirea penibilă până atunci refulată a unui eveniment traumatic.  
Abreacția se poate produce spontan la un timp mai scurt sau mai îndelungat după evenimentul traumatic sau ca urmare a unei intervenții psihoterapeutice ca hipnoza, cura psihanalitică, folosirea unor substanțe narcotice (narcoanaliză) etc. În multe cazuri, dar nu întotdeauna, are un efect benefic asupra urmărilor patogene al experienței psihice traumatizante.

## Istoria

### Abreacția in tratamentul tulburarilor nevrotice de conversie si disociație
Fenomenul de eliberare catartică a emoțiilor blocate sau strangulate  a fost descris la mijlocul și apoi la finele secolului al XIX-lea de pionierii hipnoterapiei precum Andres Hoek (1807-1885) din Țările de Jos și psihiatri francezi precum Pierre Janet. Fenomenul de catarsis emoțional descris încă în antichitate de către Aristotel cu referire la efectul spectacolelor de teatru asupra spectatorilor, a fost studiat și de un unchi matern al lui Freud, Jacob Bernays.
Conceptul de abreacție a fost introdus de Sigmund Freud în anul 1893 (Comunicare preliminară, în Studii despre isterie 1895)  pe baza cercetărilor în domeniul tratamentului isteriei făcute de el și de mentorul său în acea perioadă, Josef Breuer (1842-1925).
În tratarea simptomelor de conversiune somatică isterică Breuer folosea hipnoza. Așa a făcut în cazul Berthei Pappenheim, publicat sub numele Anna O.  Anna suferea de simptome numeroase, între care paralizii și simptome în sfera văzului și a vorbirii. În starea hipnotică sau hipnoidă subiectul nu numai că își reamintește de situația patogenă, dar o retrăiește și eliberează astfel emoția sau afectul legat de amintirea ei care fusese refulată și produsese simptomul nevrotic. Acest fenomen a fost descris de Freud sub numele de abreacție.
Freud a observat că la baza simptomelor de conversiune somatică și disociație numite pe atunci isterie stau experiențe traumatice din trecut de care pacientul nu își mai aduce aminte, refulându-le. 
Obținerea abreacției a caracterizat metoda catartică metoda care a reprezentat prima versiune a psihanalizei pe care Freud a dezvoltat-o ulterior.
În continuare Freud a apreciat că adesea succesele terapiei catartice prin hipnoză nu sunt permanente, a deplâns efectele nedorite ale sugestiei (ca de pildă în obținerea unor false amintiri) și s-a concentrat asupra metodei asociațiilor libere, a analizei fenomenului de transfer și a prelucrării psihice (working through) a materialului verbal obținut de la pacient. Totuși, Freud a rămas de părere că în orice cură psihanalitică există, în grade diferite,  manifestări de descărcare emoțională.

### Abreacția în  sindromul de stres post traumatic
În cursul secolului al XX-lea ventilația emoțională și abreacția a fost utilizată adesea în tratamentul soldaților și a altor persoane care au trecut prin stresuri si evenimente deosebit de traumatice: războaie, situații catastrofale naturale sau produse de oameni etc.
Psihanalistul Ernst Simmel a utilizat acest fenomen în tratamentul „nevrozelor de război” în anii celui de al Doilea Război Mondial.

### Abreacția sub influența unor agenți chimici
Psihiatri care nu erau psihanaliști au căutat să obțină efecte similare cu cele obținute prin hipnoză de Freud și Breuer , cu ajutorul unor substanțe narcotice sau psihostimulante. Henri Claude a încercat să folosească eteroterapia, iar Jean Delay șocul amfetaminic în schizofrenie, iar Henri Baruk scopochloraloză în fenomene isterice.
Metoda care și-a găsit aplicare o vreme îndelungată și se mai folosește uneori și în zilele noastre, este narcoanaliza bazată pe o subnarcoză cu barbiturice.